# 透鏡狀星系

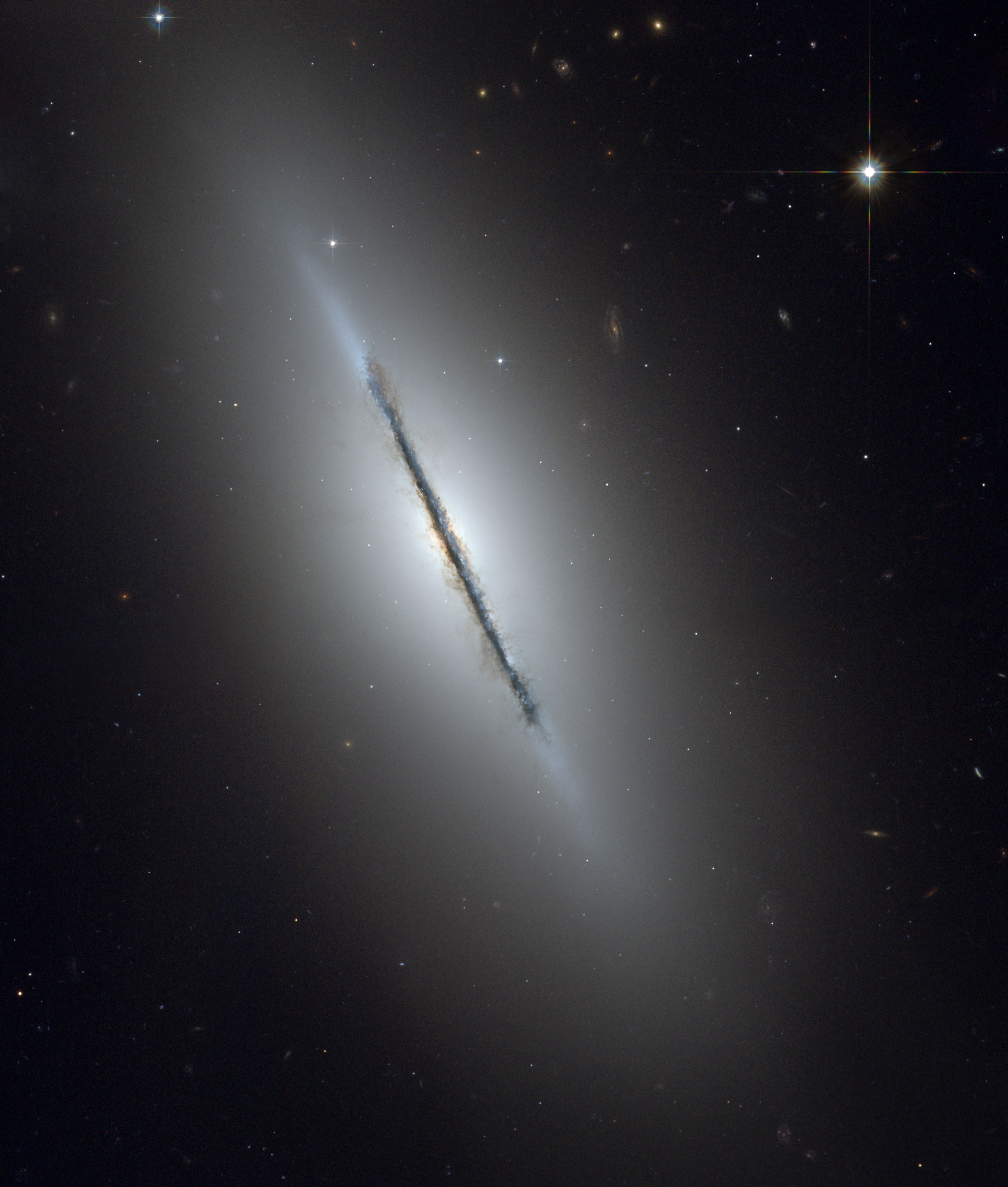
紡錘星系（NGC 5866）是位於天龍座的透鏡星系。這張照片顯示，透鏡狀星系的盤面上可能保留了大量的塵埃。然而，幾乎沒有氣體，因此它們被認為缺乏星際物質。

透鏡星系（表示為S0）在星系型態分類方案中，是介於橢圓星系（表示為E）和螺旋星系之間的星系類型。它包含一個大型圓盤，但沒有大型螺旋臂。  透鏡狀星系是圓盤星系，但它們已經耗盡或失去了大部分星際物質，因此幾乎沒有正在進行的恆星形成。然而，它們的盤面中可能會保留大量灰塵。因此，它們主要由衰老的恆星組成（如橢圓星系）。儘管存在形態差異，但透鏡星系和橢圓星系具有光譜特徵和尺度關係等共同特性。兩者都可以被認為是被動進化的早期星系，至少在宇宙的局部是這樣。連接橢圓星系和S0星系的是具有中等尺度盤的ES星系。

## 形態和結構

### 分類

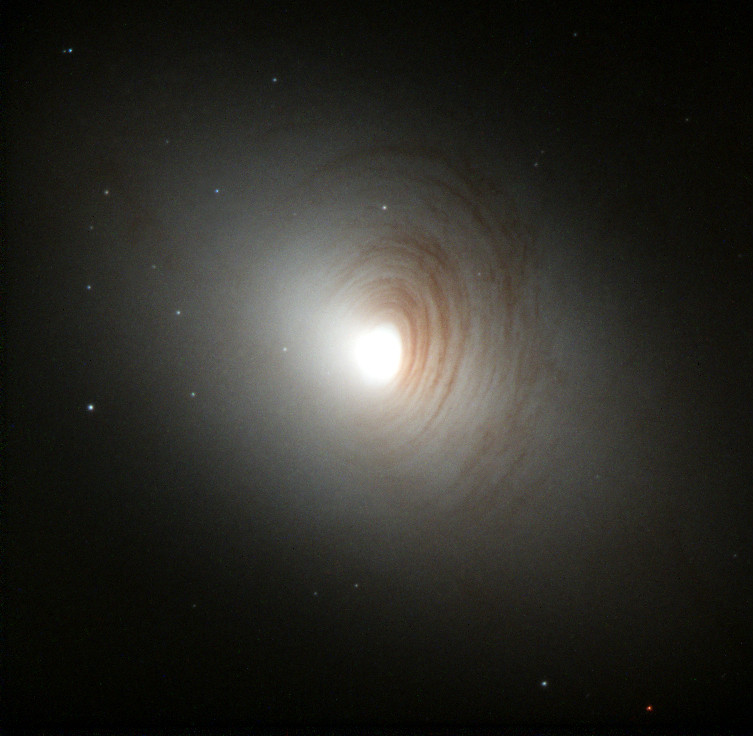
NGC 2787是具有可見塵埃吸收的透鏡星系的一個例子。雖然這個星系被歸類為S0星系，但人們可以看到區分螺旋星系、橢圓星系和透鏡星系的困難。創檢者：HST

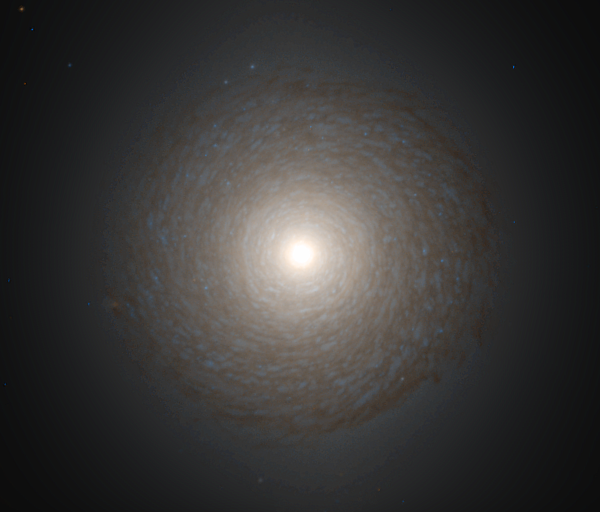
NGC 1387有一個大的核環。這個星系是天爐座星系團的成員。

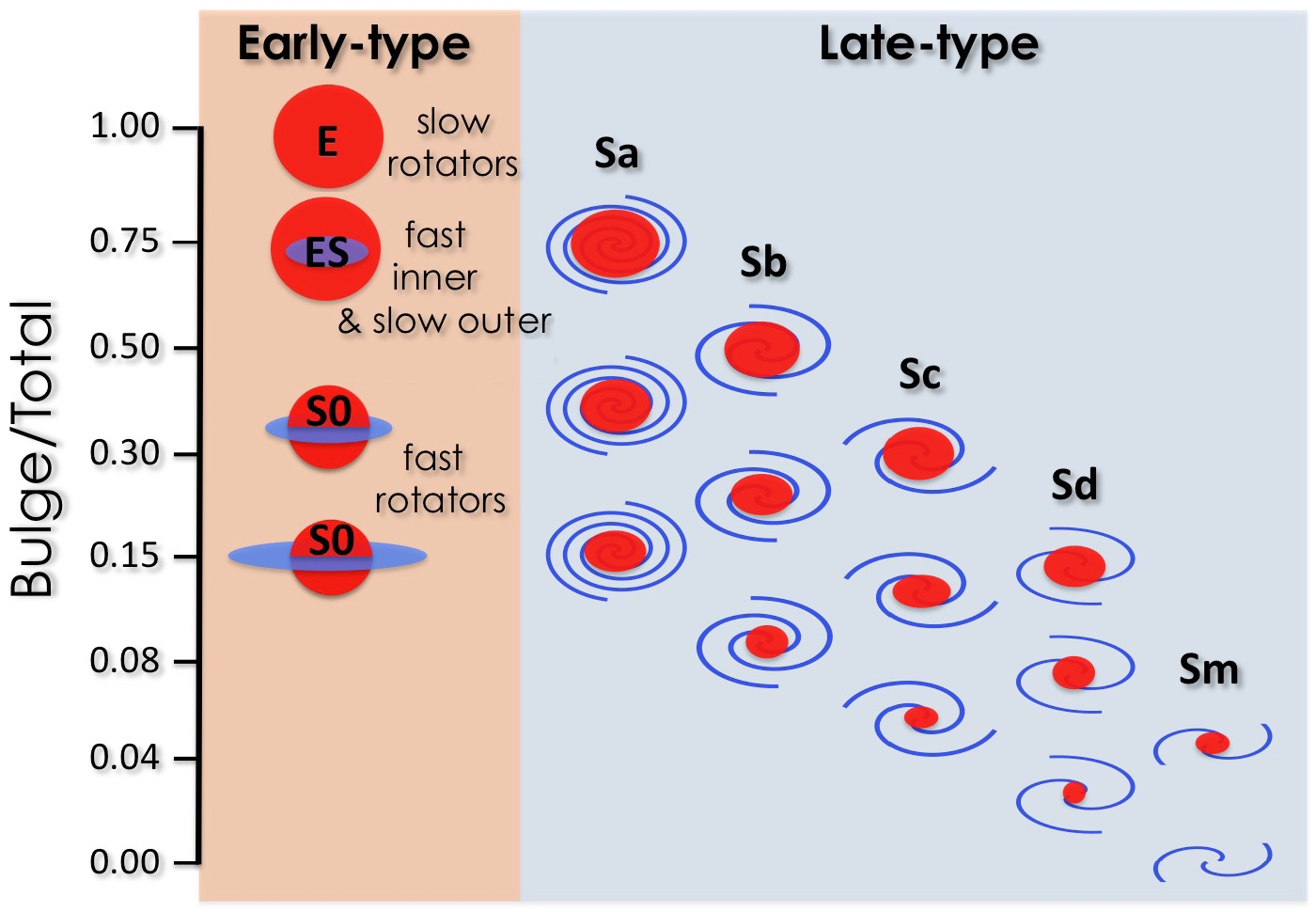
顯示早期類型星系（包括透鏡狀S0星系）相對於晚期類型螺旋星系的位置的網格。水平軸顯示了形態的類型，主要由螺旋臂的性質决定。

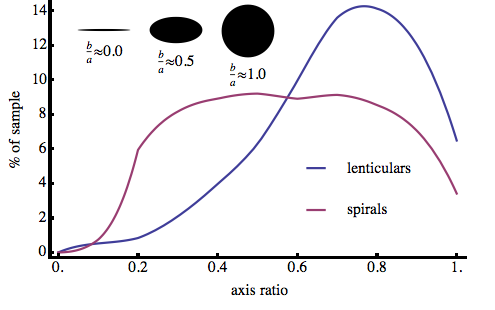
透鏡星系和螺旋星系樣本中具有特定軸比（小/大）的星系百分比。插圖是指定短軸（b）與長軸（a）比率下輪廓的視覺表示。

透鏡星系的獨特之處在於它們有一個可見的盤狀成分和一個突出的凸起成分。它們的凸起與圓盤比典型的螺旋高得多，也沒有晚期典型的螺旋臂星系，但可能會展示一個中央棒。這種核球優勢可以在透鏡星系樣本的軸比（即觀測到的盤狀星系的短軸和長軸之間的比率）分佈中看到。透鏡星系的分佈在0.25到0.85的範圍內穩步上升，而螺旋星系的分佈基本上是平坦的。更大的軸比可以通過觀察盤面星系來解釋，或者通過觀察核球（核球占主導地位）星系的樣本來解釋。想像一下，看著兩個盤狀星系，一個有核球，一個沒有核球。根據軸比的定義，與沒有核球的星系相比，具有突出核球的星系將具有更大的邊軸比。具有突出核球成分的盤狀星系樣本將有更多軸比更大的星系。透鏡星系的分佈隨著觀測到的軸比的增加而增加，這一事實意味著透鏡狀星系主要由中心核球成分主導。
透鏡星系通常被認為是螺旋星系和橢圓星系之間一種鮮為人知的過渡狀態，這導致它們在哈伯序列上處於中間位置。這是由於透鏡體具有突出的圓盤和核球成分。圓盤成分通常沒有特徵，這排除了類似於螺旋星系的分類系統。由於核球部分通常是球形的，也不合適橢圓星系的分類。因此，透鏡星系根據存在的塵埃數量或中心棒的突出程度分為子類。沒有棒形的透鏡星系的類別是S01、S02、和S03，其中下標數值表示盤面組件中的灰塵吸收量；具有中心條的透鏡狀物的相應類別為SB01、SB02、和SB03。

### 塞西克分解
透鏡星系的表面亮度輪廓可以很好地描述為球狀成分的塞西克輪廓加上圓盤的指數下降模型（塞西客指數n≈1），以及棒狀星系的第三個成分。有時，在〜4個盤尺度長度處，透鏡星系的表面亮度分佈會出現截斷。這些特徵與螺旋星系的一般結構是一致的。然而，從形態分類的角度來看，透鏡體的凸起成分與橢圓星系的關係更為密切。這個球狀區域主導著透鏡狀星系的內部結構，具有更陡峭的表面亮度分佈（塞西克指數通常在n=1到4之間）而不是盤面組件。通過分析透鏡星系樣本的表面亮度分佈，可以將其與無盤（不包括小核盤）橢圓星系群區分開來。

### 棒狀
像螺旋星系一樣，透鏡星系可以具有中心棒結構。雖然正常透鏡星系的分類系統取決於塵埃含量，但棒透鏡狀星系是根據中心棒的突出程度進行分類的。SB01星系具有最不明確的棒形結構，僅被歸類為沿中心核球（凸起）的相對側具有略微增强的表面亮度。棒的突出度隨著指數的增加而增加，因此SB03星系，如NGC 1460，具有非常明確的棒，可以延伸穿過核球和盤之間的過渡區域。NGC 1460實際上是透鏡星系中最大的棒透鏡星系之一。不幸的是，透鏡星系中棒狀物的性質還沒有得到非常詳細的研究。瞭解這些特性，以及瞭解棒的形成機制，將有助於闡明透鏡星系的形成和演化歷史。

### 箱形核球
NGC 1375和NGC 1175是具有所謂箱形核球的透鏡星系的例子。它們被歸類為SB0-pec。在邊緣星系中可以看到箱形凸起，大多是螺旋形的，但很少是透鏡狀的。

### 容納物

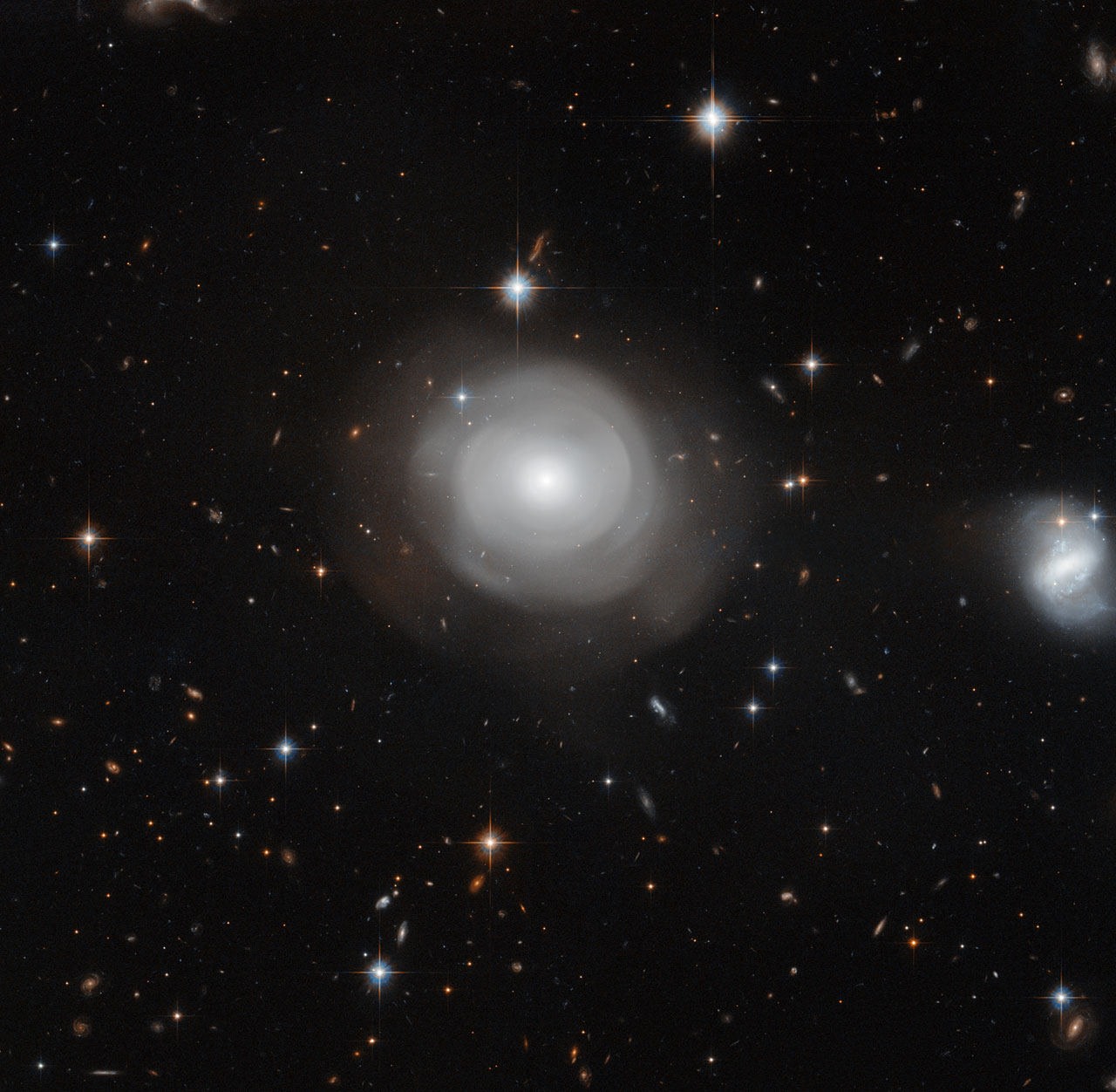
哈伯的ESO 381-12影響。

在許多方面，透鏡星系的組成與橢圓星系的組成相似。例如，它們主要都由較老的恆星組成，因此更紅。它們所有的恆星都被認為比大約10億年大，這與他們與塔利-費雪關係的偏移相一致（見下文）。除了這些一般的恆星内容外，球狀星團在透鏡星系中比在質量和光度相似的螺旋星系中更常見。它們也幾乎沒有分子氣體（因此沒有恆星形成），也沒有明顯的氫α或21公分的發射。最後，與橢圓星系不同，它們可能仍然擁有大量的塵埃。

## 運動學

### 量測難點和科技

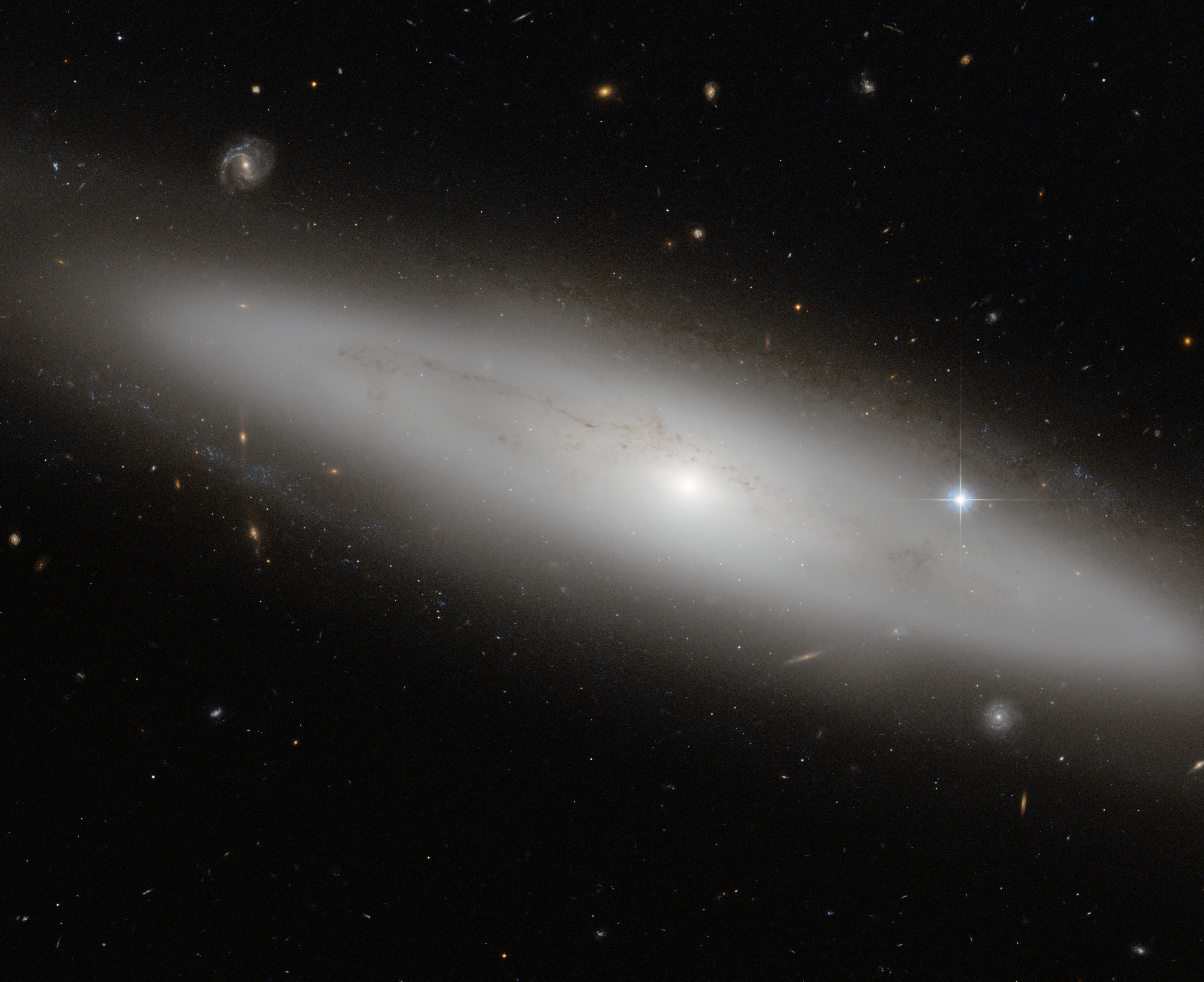
NGC 4866是位於位於星座室女座的透鏡星系。

透鏡星系與螺旋星系和橢圓星系具有共同的運動學特性。這是由於透鏡星系的顯著核球和盤狀性質。膨脹分量類似於橢圓星系，因為它是由中心速度離散支撐的壓力。這種情況類似於氣球，其中空氣粒子（在核球的情况下是恆星）的運動由隨機運動主導。然而，透鏡星系的運動學主要受旋轉支撐盤的支配。旋轉支持意味著星盤中恆星的平均圓周運動對星系的穩定性負責。因此，運動學通常用於區分透鏡星系和橢圓星系。確定橢圓星系和透鏡星系之間的區別通常依賴於速度離散（σ）、旋轉速度（v）和橢圓率（ε）的量測。為了區分透鏡和橢圓透鏡，通常查看固定ε的 v/σ 比。例如，區分透鏡星系和橢圓星系的粗略標準是，當 ε = 0.3 時，橢圓星系的 v/σ < 0.5。這個標準背後的動機是，透鏡星系確實有突出的核球和盤成分，而橢圓星系沒有盤結構。因此，透鏡星系的 v/σ 比橢圓星系大得多，因為它們的旋轉速度不可忽略（由於盤分量）；此外，與橢圓星系相比，它們沒有那麼突出的凸起分量。然而，這種對每個星系使用單一比率的方法存在問題，因為 v/σ 比率依賴於一些早期星系中測量的半徑。
盤星系的運動學通常由Hα或21-cm發射線，由於通常缺乏冷卻氣體，它們通常不存在於透鏡星系中。因此，透鏡星系的運動學資訊和粗略的質量估計通常來自恆星吸收線，而這些吸收線不如發射線的測量可靠。推導出透鏡星系的準確旋轉速度也存在相當大的困難。這是由於測量透鏡星系的傾斜具有困難、凸盤介面區域的投影效應以及影響真實旋轉速度的恆星隨機運動的綜合效應。與正常的盤星系相比，這些效應使得透鏡星系的運動學測量要困難得多。

### 偏移塔利-費雪關係

該圖說明瞭螺旋星系樣本（黑色）和透鏡星系樣本（藍色）的塔利-費雪關係。我們可以看到螺旋星系的最佳擬合線與透鏡星系的最佳擬合線有何不同。

在分析螺旋星系和透鏡星系樣品的塔利-費雪關係時，螺旋星系和透鏡星系之間的運動學聯繫最為明顯。如果透鏡星系是螺旋星系的演化階段，那麼它們應該與螺旋星系具有類似的塔利-費雪關係，但在光度/絕對星等軸上有偏移。這將是由於更亮、更紅的恆星主導了透鏡星系的恆星群。這種效果的一個例子可以在相鄰的圖中看到。可以清楚地看到，螺旋星系數據和透鏡星系的最佳擬合線具有相同的斜率（因此遵循相同的塔利-費雪關係），但被 ΔI ≈ 1.5 所抵消。這意味著透鏡星系曾經是螺旋星系，但現在被古老的紅色恆星所主導。

## 形成理論
透鏡星系的形態和運動學在某種程度上都表明了是一種星系形成的模式。 它們的盤狀外觀，可能佈滿灰塵，表明它們來自褪色的螺旋星系，其旋臂特徵消失了。然而，一些透鏡星系比螺旋星系更明亮，這表明它們不僅僅是螺旋星系的褪色殘骸。透鏡星系可能是由星系合併引起的，這增加了恆星的總質量，並可能使新合併的星系呈現出盤狀、無臂的外觀。或者，有人提議它們通過（氣體和小合併）吸積事件生長了自己的盤面。
以前有人認為，發光透鏡星系的演化可能與橢圓星系的演化密切相關，而較暗的透鏡星系可能與衝壓壓力剝離的螺旋星系更密切相關，儘管後一種星系騷擾場景因其存在而受到質疑極端孤立、低光度的透鏡星系，例如LEDA 2108986。

### 褪色的螺旋
沒有氣體、有塵埃、缺乏最近的恆星形成和旋轉支持，這些都是人們可能期望的螺旋星系的内容，它在恆星形成過程中耗盡了所有的氣體。存在氣體貧乏的貧血螺旋星系，進一步增強了這種可能性。如果螺旋圖案隨後消散，那麼產生的星系將類似於許多透鏡體。Moore等人還記錄了潮汐騷擾：來自附近其它星系的引力效應，可以在密集區域幫助這一過程。然而，對這一理論最明確的支持是，他們堅持了上文討論的塔利-費雪關係輕微轉變的版本。
2012年的一篇論文提出了一種新的分類系統，該系統最初由加拿大天文學家西德尼·范登貝赫提出，用於透鏡星系和矮橢球星系（S0a-S0b-S0c-dSph），與螺旋和不規則星系的哈伯序列（Sa-Sb-Sc-Im）相似，加强了這一觀點，表明螺旋-不規則序列與透鏡狀和矮橢球星系的新序列非常相似。

### 合併

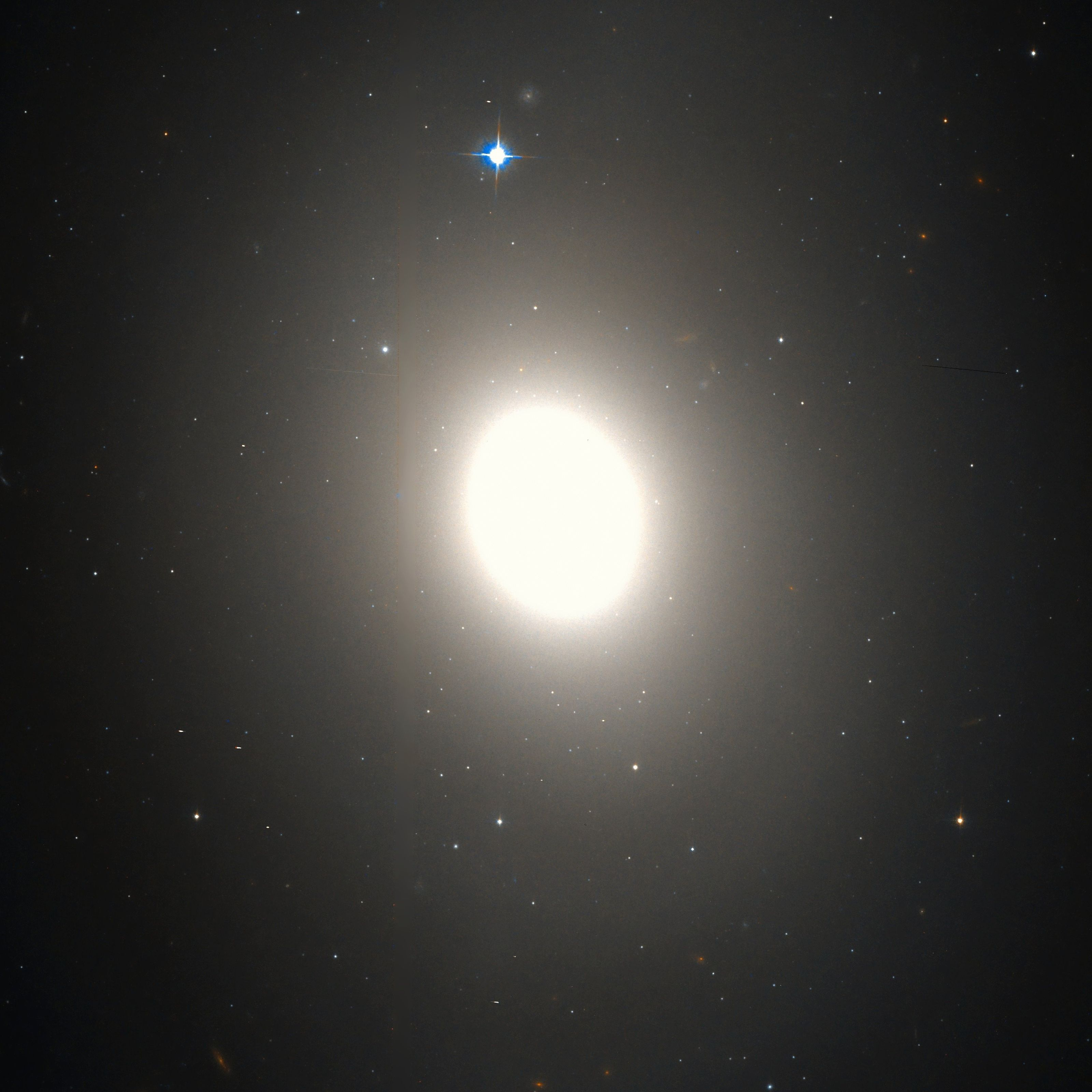
M85是一個合併的星系。

伯斯坦（英語：Burstein）和桑德奇（英語：Sandage）的分析表明透鏡星系的表面亮度通常比其它螺旋星系大得多。人們還認為，透鏡星系比螺旋星系表現出更大的核球與盤面比率，這可能與螺旋星系的簡單衰減不一致。如果S0s由其它螺旋星系的合併形成的，那麼這些觀測結果將是恰當的，這也將解釋球狀星團頻率的增加。然而，應該提到的是，包括一般塞西克輪廓和棒形的中央核球的先進模型表明核球較小，從而减少了不一致性。除非假設合併的星系與我們今天看到的星系截然不同，否則合併也無法解釋塔利-費雪關係的偏移。

### 通過吸積實現盤面增長
至少在一些透鏡星系中通過氣體吸積形成圓盤，以及在預先存在的球狀結構周圍形成小星系，最初被認為是一種解釋，將高紅移緻密大質量球狀星系與附近大質量透鏡星系所見的同樣緻密的大質量核球相匹配。在「縮小規模」的情况下，更大的透鏡星系可能首先被建造出來：在一個有更多氣體的年輕宇宙中，而質量較低的星系可能更慢地吸引它們的盤狀結構物質，就像孤立的早期型星系LEDA 2108986一樣。在星系團中，衝壓力會去除氣體，並防止可能進一步發展盤面的新氣體的吸積。

## 例子
- 車輪星系：在星座玉夫座中，距離我們約5億光年的約5億光年的透鏡星系。
- NGC 2787：一個棒透鏡星系。
- NGC 3115
- NGC 3632
- NGC 4608：在室女座中，距離5,600萬光年的棒透鏡星系。
- NGC 5866
- NGC 1533：在星座劍魚座中，一個透鏡星系的原型。

## 圖集

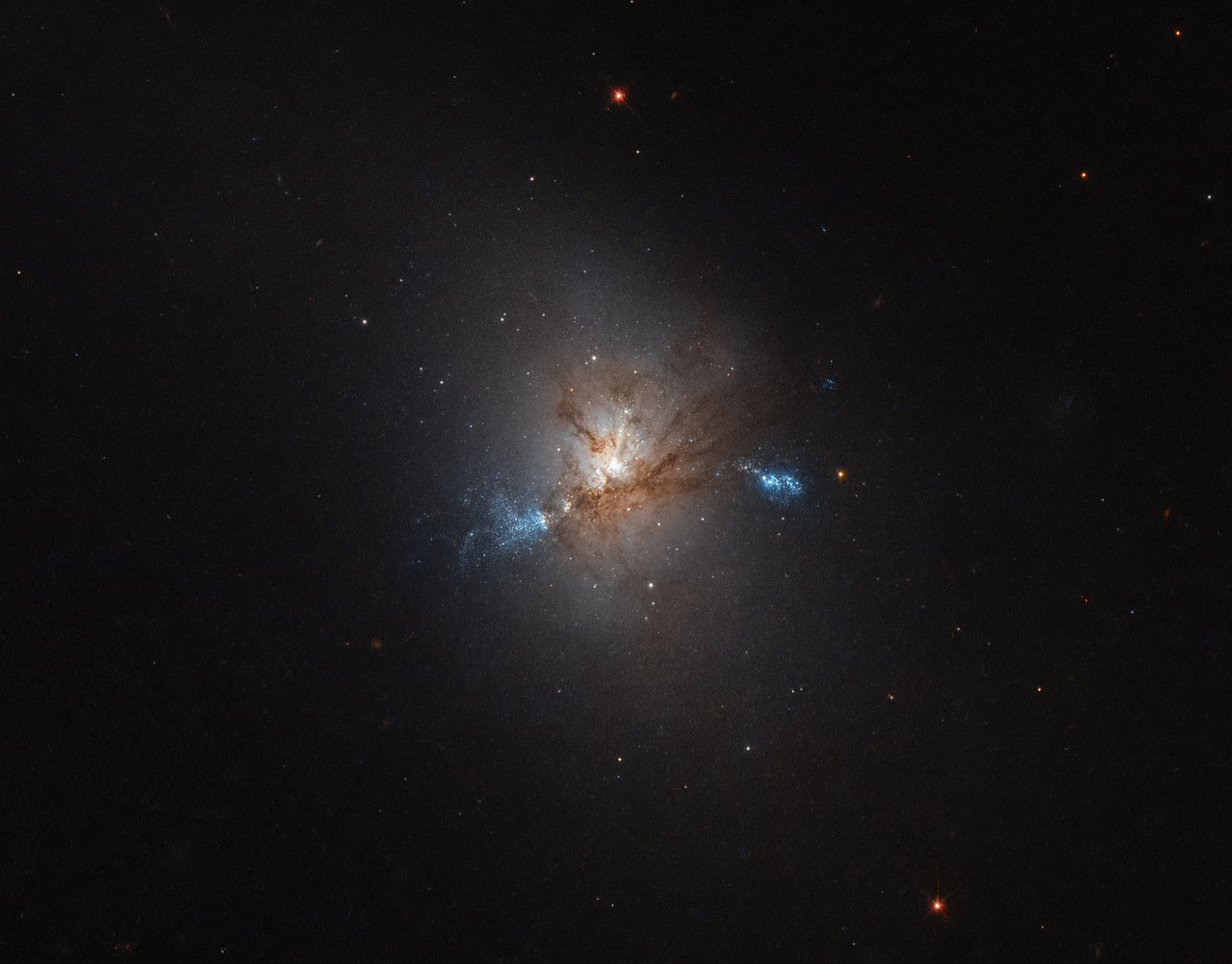
包含三個緻密區域的[32]。
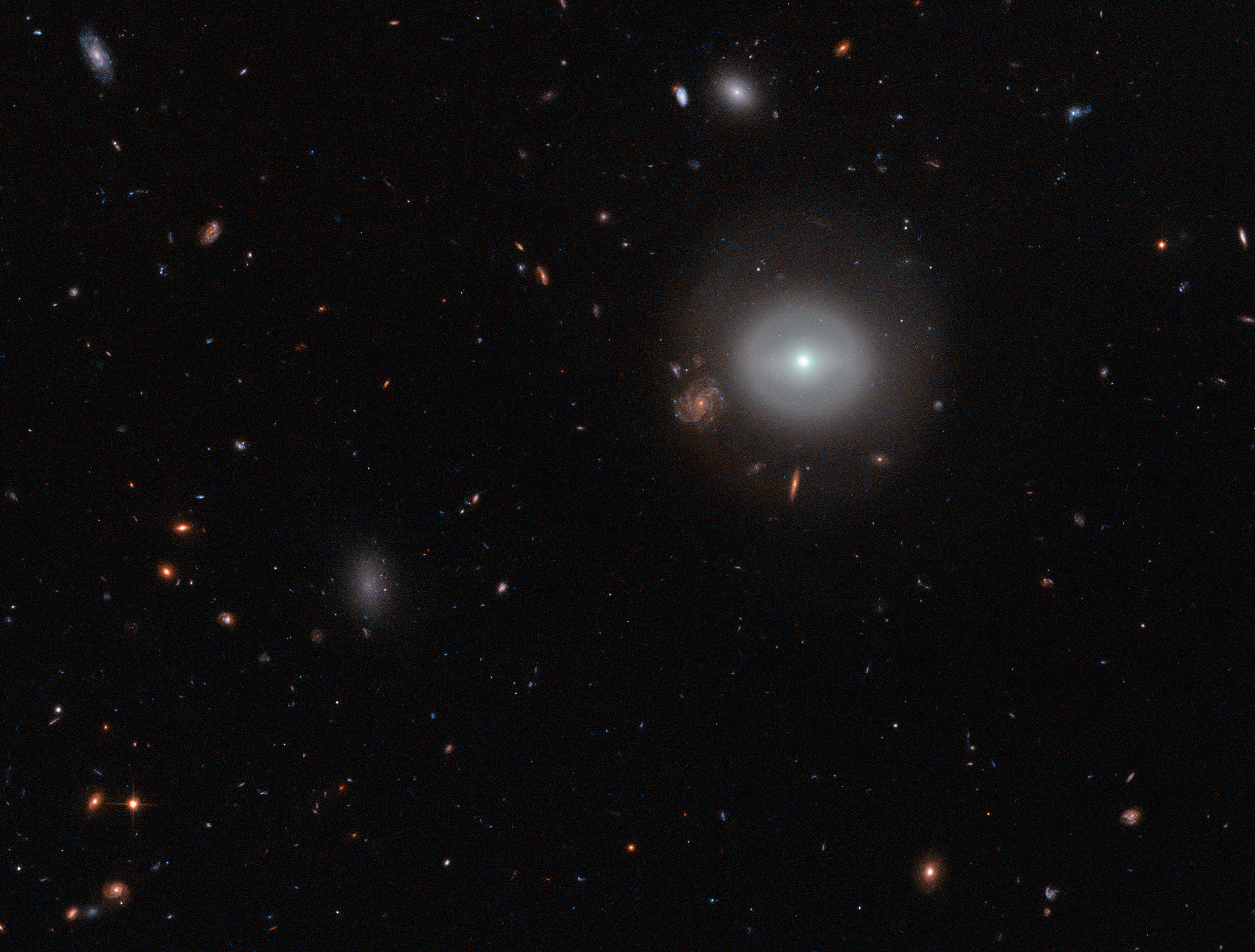
做為后髮座星系群調查的一部分，獲得的PGC 83677圖像。[33]。
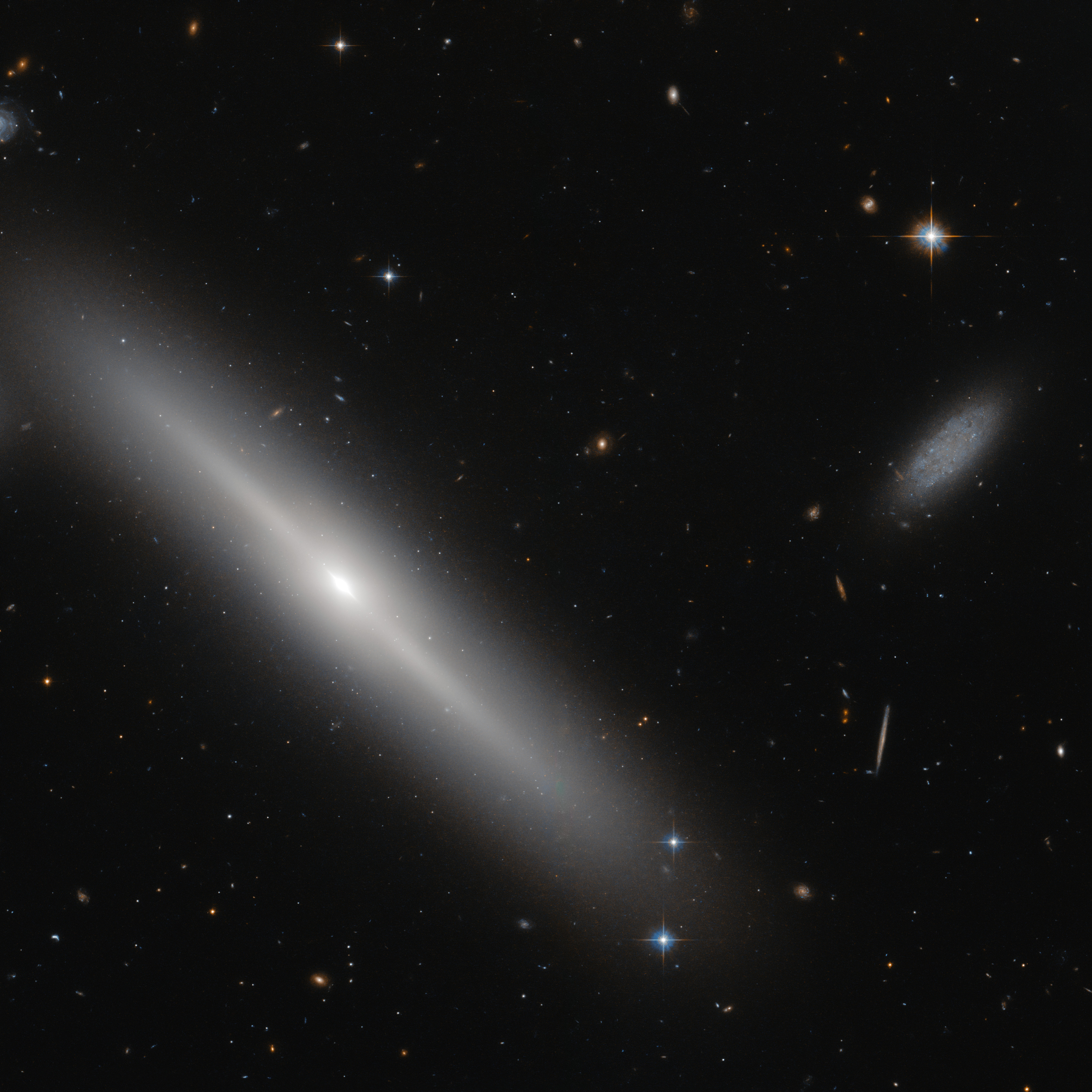
位於大熊座的透鏡星系NGC 5308，距離我們不到1億光年[34]。
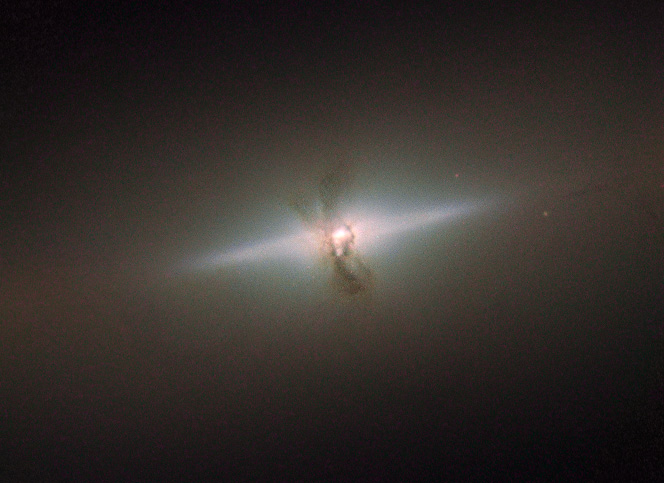
NGC 4111是位於星座獵犬座的一個透鏡星系，距離我們約5,000萬光年[35]。
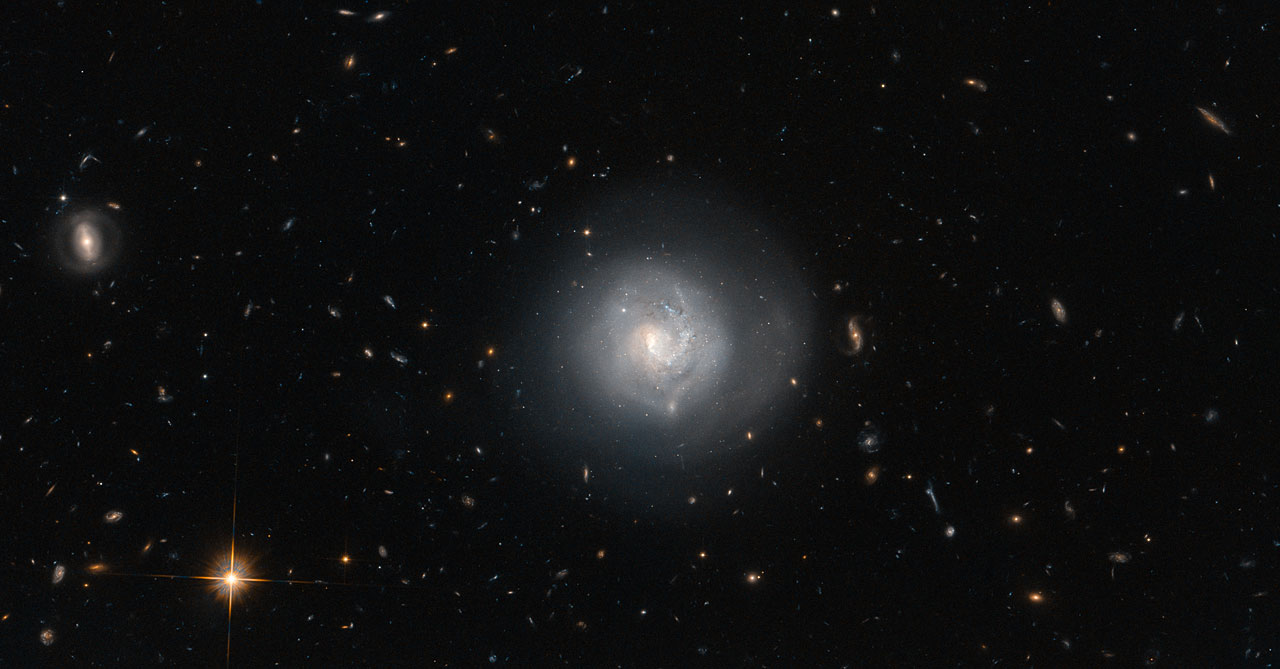
Mrk 820是哈伯音叉上被歸類為S0型的透鏡星系[36]。
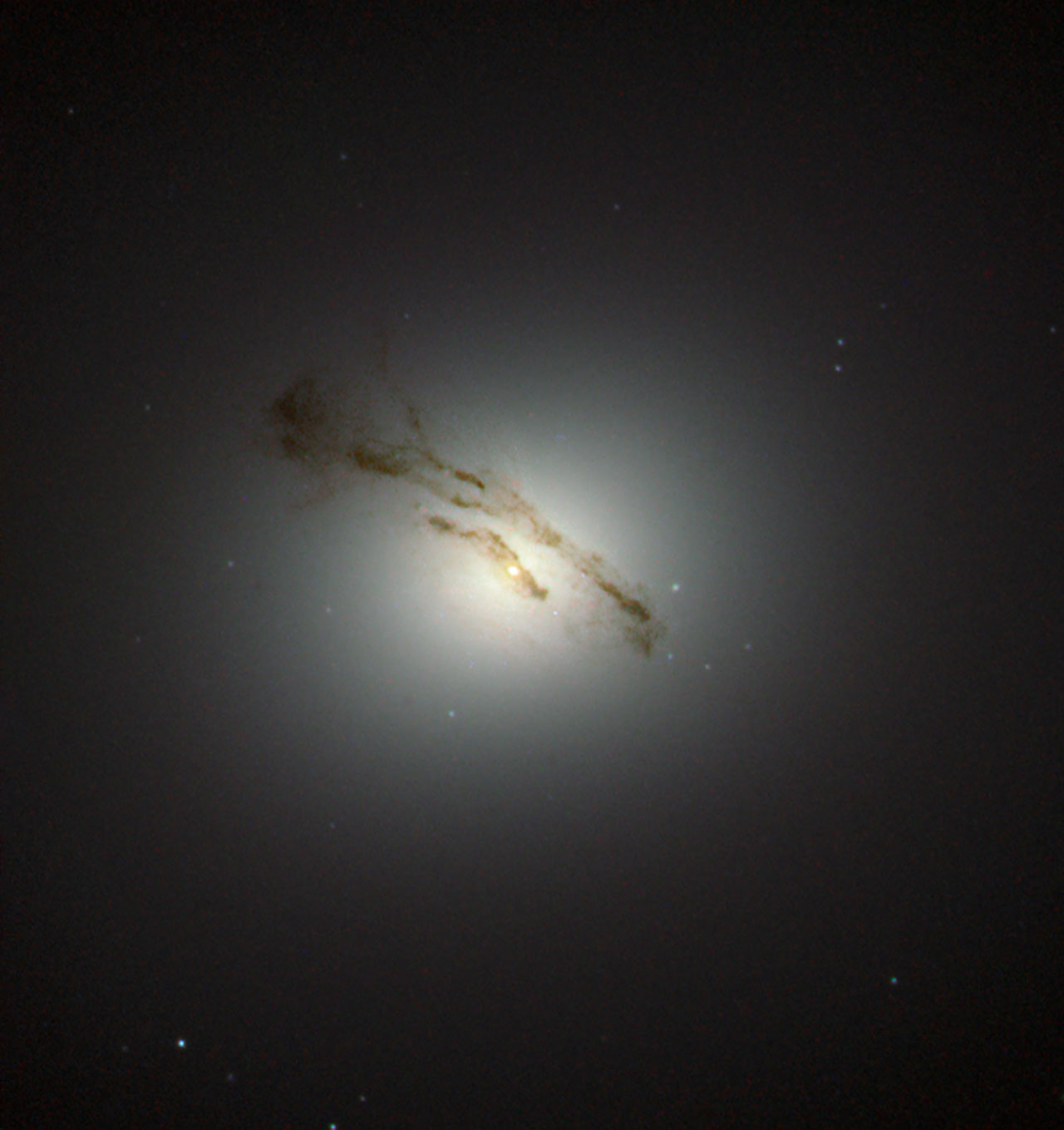
M84是一個透鏡星系，也以其超新星而聞名[37]。
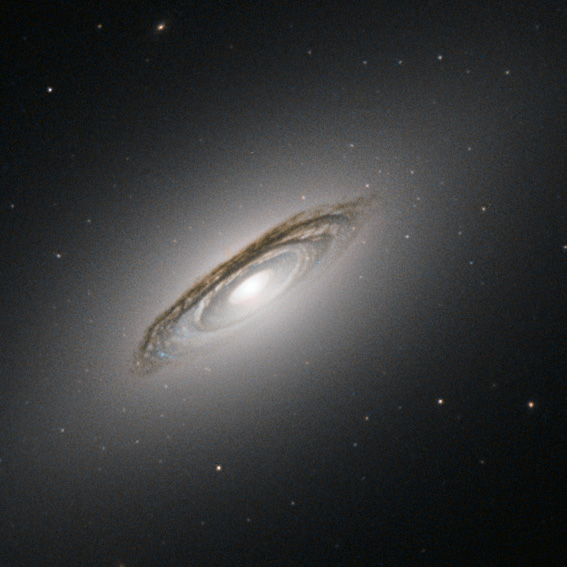
NGC 6861是蘇格蘭天文學家詹姆士·敦洛普於1826年發現的一個透鏡星系[38]。
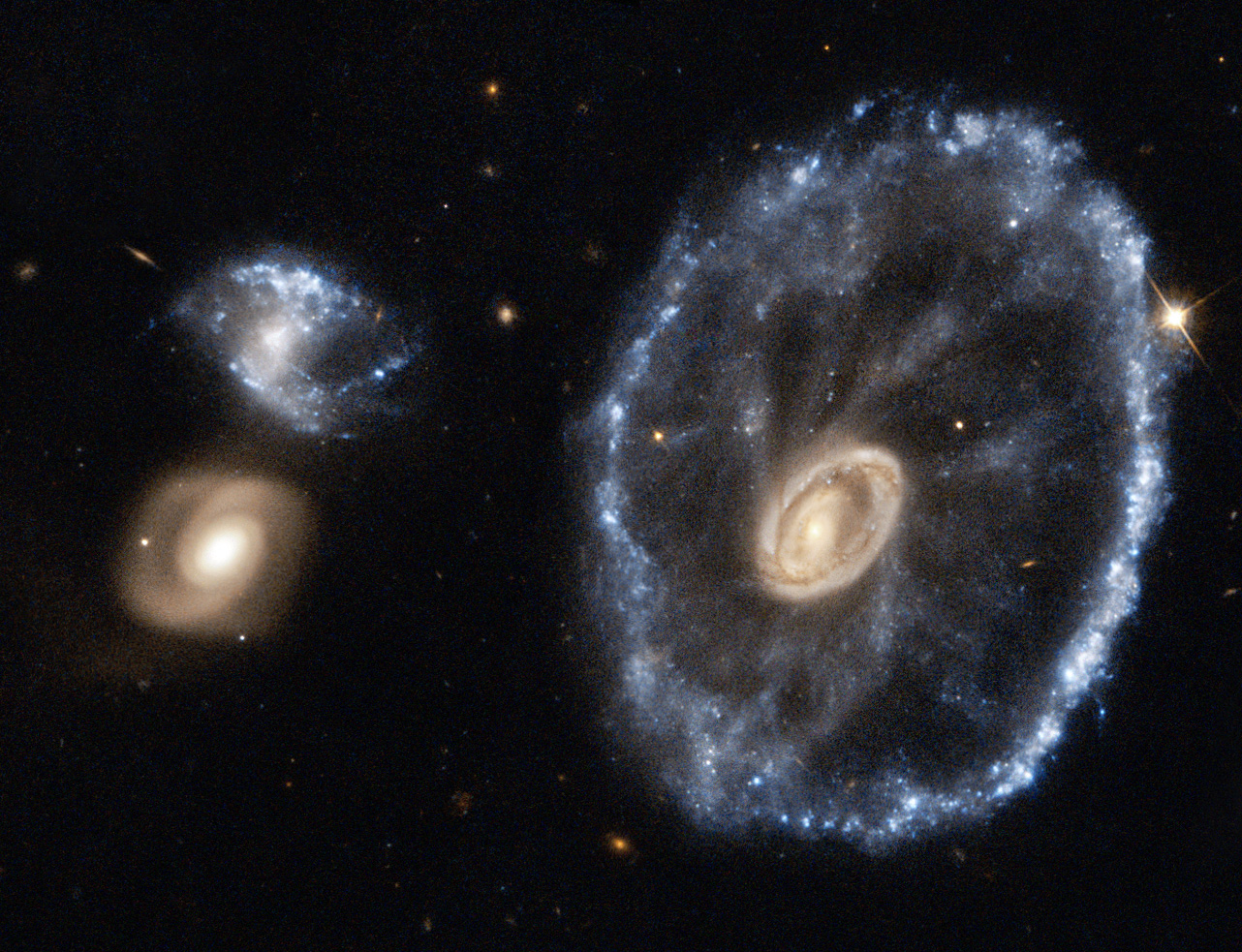
車輪星系

## 註解
1. ↑  哈伯分類方案左側的星系有時被稱為「早期類型」，而右側的星系是「晚期類型」。